# Mulered
Mulered är ett samhälle i Göteborgs kommun. Från 2005 till 2020 var bebyggelsen en av SCB avgränsad småort namnsatt till Bruntorpsdalen och Mulered. Den omfattade bebyggelse i bostadsområdena Bruntorpsdalen och Mulered öster om Säve i stadsdelen Säve (Säve socken). Efter att småorten varit avgränsad 2020 klassades den åter som småort 2023.